# フラッシュダンス…ホワット・ア・フィーリング
「フラッシュダンス…ホワット・ア・フィーリング」（"Flashdance... What a Feeling"）は、アイリーン・キャラの楽曲・シングル。
1983年公開の映画『フラッシュダンス』の主題歌であり、同年のアカデミー賞受賞作品である。
単に「ホワット・ア・フィーリング」と呼ばれることも多いが、「フラッシュダンス」まで含めたものが正式な曲名である。

## 曲情報
「フラッシュダンス…ホワット・ア・フィーリング」は、1983年にビルボードHOT100で第1位を記録し、プラチナディスクに認定されたのに加えて、1984年にはアカデミー歌曲賞とゴールデングローブ賞 主題歌賞を受賞した。この曲の伴奏には、シンセサイザーが多用されている。
この曲は映画『フラッシュダンス』のオリジナル・サウンドトラック・アルバムと、アイリーン・キャラの2ndソロ・アルバム『ホワット・ア・フィーリン』（What a Feelin'）に収録された。
2023年4月12日、アメリカ議会図書館より、永久保存録音物として全米録音資料登録簿へ登録されることが発表された。

## チャート
| チャート (1983年)                              | 最高位 |
| ---------------------------------------------- | ------ |
| オーストラリア (Kent Music Report)             | 1      |
| オーストリア (Ö3 Austria Top 40)               | 4      |
| ベルギー (Ultratop 50 Flanders)                | 22     |
| カナダ トップシングルス (RPM)                  | 1      |
| デンマーク (IFPI)                              | 1      |
| フィンランド (Suomen virallinen lista)         | 2      |
| フランス (IFOP)                                | 1      |
| アイルランド (IRMA)                            | 2      |
| イタリア (Musica e dischi)                     | 1      |
| 日本 (オリコン)                                | 1      |
| オランダ (Dutch Top 40)                        | 13     |
| オランダ (Single Top 100)                      | 17     |
| ニュージーランド (Recorded Music NZ)           | 1      |
| ノルウェー (VG-lista)                          | 1      |
| ポルトガル (Música & Som)                      | 1      |
| 南アフリカ (Springbok Radio)                   | 1      |
| スペイン (AFYVE)                               | 1      |
| スウェーデン (Sverigetopplistan)               | 1      |
| スイス (Schweizer Hitparade)                   | 1      |
| UK シングルス (OCC)                            | 2      |
| US Billboard Hot 100                           | 1      |
| US Adult Contemporary (Billboard)              | 4      |
| US Dance Club Songs (Billboard)                | 1      |
| US Hot Black Singles (Billboard)               | 2      |
| US Cash Box Top 100 Singles                    | 1      |
| US Cash Box Top 100 Black Contemporary Singles | 3      |
| 西ドイツ (GfK Entertainment charts)            | 3      |
| ジンバブエ (ZIMA)                              | 8      |

| チャート (2022年)                             | 最高位 |
| --------------------------------------------- | ------ |
| 日本 ホット・オーバーシーズ (Billboard Japan) | 10     |

| チャート (1983年)                                                      | 順位 |
| ---------------------------------------------------------------------- | ---- |
| オーストラリア (Kent Music Report)                                     | 2    |
| オーストリア (Ö3 Austria Top 40)                                       | 2    |
| カナダ (RPM)                                                           | 4    |
| ニュージーランド (Recorded Music NZ)                                   | 4    |
| 南アフリカ (Springbok Radio)                                           | 9    |
| スイス (Schweizer Hitparade)                                           | 1    |
| イギリス (OCC)                                                         | 27   |
| 全米 Billboard Hot 100                                                 | 3    |
| 全米 アダルト・コンテンポラリー (Billboard)                            | 17   |
| 全米 ダンス・クラブ・ソングス (Billboard)                              | 7    |
| 全米 ホット・ブラック・シングルス (Billboard)                          | 15   |
| 全米 キャッシュボックス Top 100 シングルス                             | 1    |
| 全米 キャッシュボックス Top 100 ブラック・コンテンポラリー・シングルス | 20   |
| 西ドイツ (Official German Charts)                                      | 7    |

| チャート (1958–2021年) | 順位 |
| ---------------------- | ---- |
| 全米 Billboard Hot 100 | 38   |

## その他
- この曲を編曲したものが、1984年にApple Computerのカンパニーコマーシャルソング『We are Apple (Leading the way)[43]』として用いられた。この際、メロディーラインと歌詞が『題名に合うように』変更されていた。
- 12インチシングルバージョンで追加された歌詞が存在する。

## 日本での反応
「フラッシュダンス…ホワット・ア・フィーリング」は、オリコン週間洋楽シングルチャートにおいて1983年7月18日付から21週連続で1位を獲得（1983年度の年間1位も獲得）。1995年にセリーヌ・ディオンの「トゥ・ラヴ・ユー・モア」が更新するまで12年間にわたってオリコン週間総合シングルチャートにおいて1位を獲得した最後の非日本人歌手によるシングル作品であった。また、2008年に同曲をカバーした安室奈美恵と合わせて、2人のアーティストによって同チャート1位を獲得した作品となった。

### 主なカバー
- 畑中葉子『愛はMUSIC』（1983年） - シングル盤によるリリース（日本語詞:岡田冨美子）
- 山本リンダ『フラッシュダンス』（1983年） - シングル盤によるリリース（日本語詞:麻倉未稀）
- 麻倉未稀『What a feeling 〜フラッシュダンス』（1983年） - テレビドラマ『スチュワーデス物語』主題歌
麻倉未稀版「What a feeling」が流れる『スチュワーデス物語』のエンディングでは、日本航空の飛行機を背景にして、風間杜夫が演じる村沢浩を先頭に、スチュワーデス訓練生が隊列を組んで行進する映像が流れた。

| #         | タイトル                              | 作詞                                         | 作曲            | 編曲      | 時間 |
| --------- | ------------------------------------- | -------------------------------------------- | --------------- | --------- | ---- |
| 1.        | 「What a feeling 〜フラッシュダンス」 | Keyth Forsey Irene Cara 麻倉未稀（日本語詞） | Giorgio Moroder | 清水信之  | 3:52 |
| 2.        | 「Love Trip」                         | 麻倉未稀                                     | 大貫妙子        | 清水信之  | 3:46 |
| 合計時間: | 合計時間:                             | 合計時間:                                    | 合計時間:       | 合計時間: | 7:38 |

- 安室奈美恵『WHAT A FEELING』（2008年） - 「Fashion×Music×VS 80年代篇」CMソング（※正確には完全なカバーではなく、原曲の一部をサンプリングした形となっている）

## 参考資料
- オリコン『SINGLE CHART-BOOK COMPLETE EDITION 1968-2005』オリコン・マーケティング・プロモーション、2006年4月。ISBN 9784871310765。